# Castillo de Mascaraque
El castillo de Mascaraque es una construcción del siglo XIV de origen islámico, próximo al templo parroquial de Mascaraque.
Consta de una torre mayor, Torre del homenaje en el ángulo noroeste, donde se hallan tallados tres sellos de Salomón, parte del lienzo norte, un cuerpo cuadrangular hasta media altura, tres cubos o torres redondas en las esquinas. El aparejo está realizado en mampostería y sillares en las esquinas. El ingreso se hallaba en el lienzo sur. Durante los siglos XV y XVI fue reconstruido y mejorado.
Propiedad de la familia Padilla, de ahí que fuese denominado Casa Fuerte de los Padillas y posteriormente de los Duques de Abrantes, sucediéndoles el marqués de Navamorcuende.

## Descripción general
Cuando en 1980 José Manuel Sierra Frade inició la reconstrucción, su estado era de abandono, pero se mantenía fuerte y casi entero y conservaba sus elementos arquitectónicos después de casi 600 años, sin haber perdido su primitiva estructura medieval en el curso de los siglos, faltaba parte de una cortina, remates y coronamientos. La reconstrucción se prolongó durante cinco años, se utilizó piedras de las canteras de Las Ventas con Peña Aguilera y ejerció como maestro albañil D. Luis García Manzano, vecino de la propia localidad de Mascaraque. Toda la obra de reconstrucción estuvo dirigida por el propio José Manuel Sierra, un hombre que amaba los castillos y fue él quien imprimió carácter y personalidad a la edificación. También fue un gran mecenas para la localidad de Mascaraque.
Antes de su restauración, el Conde de Cedíllo en su "Catalogo Monumental" lo describía así:
"Castillo situado inmediato al templo parroquial, que consta de una torre mayor cuadrilonga situada en el ángulo noroeste, un cuerpo también cuadrangular, tres cubos o torres redondas en tres de los ángulos y las correspondientes cortinas o lienzos.
Conserva varias fortísimas bóvedas apuntaladas, ojivales y a manera de cúpula, todas de ladrillo y en las cuales se observa la tradición morisca. El aparejo es por lo general de mampuestos de aventajado tamaño, sin que falte la sillería, principalmente en las esquinas y ventanas, que afectan forma de arcos rebajados. Desaparecieron los merlones y coronamientos.
El ingreso, hoy tapiado, se halla en el lienzo sur. En la torre del homenaje figuran tallados tres sellos de Salomón.
Arquitectura militar. Siglo XVI."
Edward Cooper, años después y en su importantísima obra “Castillos Señoriales de Castilla siglos XV y XVI”, lo describe de forma parecida. Indica su construcción en el siglo XV y añade que unidos a la torre del homenaje hay restos de un edificio exterior de bóveda de ladrillo.
Hoy, reconstruida la bóveda, restauradas otras de tradición morisca, así como todos los elementos originales y reedificadas fielmente las pocas partes que faltaban, el Castillo de Juan de Padilla presenta, tanto exterior como interiormente, el aspecto que debió tener en el siglo XV.
Tiene dos entradas, la principal en el lienzo sur, defendida por un matacán y en el lienzo norte un portillo que da a una de las calles del pueblo. Lo más característico, bello y mejor conservado, es la torre del homenaje, defendida por una especie de bastión en forma de "D" que la protege. En dicha Torre del Homenaje se hallan tallados en piedra tres Sellos o Pentáculos de Salomón, dos por la cara exterior y uno en el patio interior. Todo el perímetro del castillo está almenado, almenas que se han repuesto, pues ya las tenía en el siglo XV.
Dos de sus lados dan a las calles del pueblo y los otros dos al actual parque del Castillo, de diez mil metros cuadrados que se halla rodeado por unas rejas en toda su extensión. Hay en los jardines y huertas, palmeras, pinos, olivos, árboles frutales, viñas, etc. Y en el centro se encuentra un pozo aljibe de indudable tradición morisca.
Dentro de sus muros cuenta con dos zaguanes (en uno de ellos existe un pozo), salón, dormitorios, cocina, antigua prisión, torres para la guardia y varias escaleras. Todo ello alrededor de un patio interior.

## Historia

### La familia Padilla
El linaje de la familia Padilla que construyó el Castillo y lo poseyó durante los siglos XIV al XVII, fue muy importante durante la Edad Media, con dos ramas principales en Burgos y en Toledo.
Fueron señores de Soria, de Padilla de Yuso, Coruña del Conde, de Catalañazor, de Sotopalacios, de Santa Gadea del Cid, de Mascaraque, etc. Adelantados de Castilla, Mariscales, Corregidores, Comendadores Mayores y Grandes Maestres de la Orden de Calatrava. El patrimonio de estas ramas principales pasó en el siglo XVII a los Duques de Abrantes.
El tronco del linaje, lo sitúan los historiadores en Godomiro, Alférez del Conde Fernán González en la batalla de Cascajar y en el Conde Arias Godo, señor de Campos en tiempos del Conde de Castilla, Garci Fernández, ambos en el siglo X.
El apellido Padilla procede del lugar de Padilla de Yuso. Algunos personajes importantes de las varias ramas de la familia fueron:
- María de Padilla (1332-1361): Hija de Diego García de Padilla, Señor de Villajera, amante de Pedro I “El Cruel” o “El Justiciero”.[1] Tuvo tres hijas y un hijo. A su muerte el Rey Pedro I declaró solemnemente que se había casado con ella.
- Diego García de Padilla: Hermano de María de Padilla. Nombrado Gran Maestre de Calatrava en 1355 por Pedro I, sustituyendo al antiguo Gran Maestre, Juan Núñez de Prado, al que el Rey había ajusticiado. Sin embargo en 1366 se pasó al bando de Enrique IV “El Fratricida” o “De las Mercedes”.
- Pedro López de Padilla: Señor de Padilla de Yuso (Coruña del Conde) dio origen a los dos principales linajes; fue padre de Juan de Padilla, Adelantado de Castilla, de Garci López de Padilla, Clavero y Gran Maestre de Calatrava y de Sancho de Padilla, constructor del Castillo de Mascaraque.
- Gutierre López de Padilla: Hijo de Sancho de Padilla, sobrino del último Gran Maestre, tío de nuestro Juan de Padilla “El Comunero”, fue Comendador Mayor y fundador del Hospital de la Orden en Almagro y de una capilla en el Sacro Convento de Calatrava.

### El nacimiento del castillo
La edificación del Castillo la comenzó Sancho de Padilla hacia la mitad del siglo XV sobre una casa o torre morisca que poseía en el pueblo.
Sancho de Padilla, casado con Marina de Sandoval, hija de Pedro Coello de Portugal señor de Montalvo, murió el 23 de agosto de 1463. Pertenecía a un ilustre linaje castellano que había dado y seguiría dando importantes personajes a la historia. Él mismo, era hijo de un Pedro López de Padilla, Señor de Coruña del Conde, tío de otro Pedro López de Padilla, señor de Catalañazor y Adelantado de Castilla y hermano del gran Garci López de Padillas, Clavero y luego Gran Maestre de la Orden de Calatrava.
A la muerte de Sancho de Padilla continuaron las obras sus hijos Pedro López de Padilla (más adelante corregidor de Toledo), Diego López Padilla (luego Mariscal) y Gutierre López de Padilla (más tarde Comendador Mayor de Calatrava). En el año 1464, la torre del homenaje del Castillo “estaba fuera de tierra labrada hasta dos lanzas de armas en alto”. El 16 de abril de 1464, ordenó el Rey Enrique IV “el impotente” el derribo del Castillo. No se le hizo caso.
En el año 1477 el Castillo debía estar casi terminado, aunque se seguía construyendo. Por denuncia de la Priora y monjas del Monasterio de Santo Domingo el Real de Toledo, que tenían posesiones en Mascaraque, los Reyes Católicos enviaron al licenciado Diego de Proaño que lo encontró “casa grande y fortaleza defendedera” y ordenaron por medio del Corregidor de Toledo, Gómez Manrique, para que cerraran las troneras y saeteras, se allanase la cava o barbacana, derriben las almenas “que en ella hai” (20 de febrero de 1477).
La orden iba dirigida al Clavero de Calatrava, Garci López de Padilla y a sus sobrinos, hijos de Sancho de Padilla. Tampoco se hizo caso, por lo que los Reyes Católicos reiteraron la orden al Corregidor de Toledo Gómez Manrique para que la cumpliera el 26 de febrero de 1477, aunque las obras continuaron.
Hay que señalar que los Reyes Católicos indicaban la posibilidad de sobreseer el derribo si se hacían reformas, en atención a los servicios del Clavero de Calatrava, más adelante último Gran Maestre de la Orden, antes de pasar todas las órdenes militares a dominio de los Reyes Católicos.
Sin embargo, el sábado 24 de abril de 1479, dos años después, el Notario de Toledo, Alfonso Diez de Fuensalida, requiere en la puerta del Castillo al Clavero de Calatrava, en presencia de los hijos de Sancho de Padilla, el alcayde del Castillo Juan del Valle y de los Maestros que labraban el Castillo, Cristóbal y Antón Martínez, vecinos de Ajofrín (parece ser que este último también trabajó en las obras de la Catedral de Toledo) para que derriben las obras realizadas después de la Provisión Real.
El alcayde negó que se hubiese hecho obra alguna. Después el Notario “lanzó tres piedras sobre la casa y lo pidió por testimonio”. El Clavero de Calatrava, Garci López de Padilla se limitó a contestar el 8 de mayo de 1479 que su hermano había tenido licencia para fundar y encimar la torre y que no era fortaleza, sino casa y sobreseía la orden hasta que la vieran los Reyes Católicos.

### SigloXVI
A finales del siglo XV y principios del siglo XVI, Pedro López de Padilla, hijo de Sancho de Padilla, habitó el Castillo por temporadas, ya que sus casas principales las tenía en Toledo, ciudad de la que fue Corregidor. Casas que fueron derribadas y el solar cubierto de sal por orden de Carlos I en tiempos de su hijo, el jefe comunero y donde ahora esta la Plaza de Juan de Padilla.
Pedro también estableció en 1514 y por merced de la Reina Doña Juana, Mayorazgo, que recogía sus bienes, entre los que se encontraban “la casa y fortaleza del lugar de Mascaraque con su vasallaje y rentas y tributos y derechos”, las casas principales y otros dos pares de casas en la ciudad de Toledo, la mitad del lugar de Novés con su casa, vasallaje y rentas, más casas y dehesas y olivares en distintos lugares en Toledo, Úbeda, Ciudad Real, etc.
Dicho Mayorazgo lo instituyó a favor de su hijo mayor Juan de Padilla y descendientes y en su defecto en su segundo hijo Gutierre López de Padilla, que lo heredó, pues el único hijo de Juan de Padilla murió niño.
Asimismo se alojaría por temporadas en el Castillo Juan de Padilla y su esposa María de Pacheco, la llamada “Leona de Castilla”.
En el año 1575 habitaba el Castillo Antonio de Padilla, descendiente de las dos ramas principales de la familia Padilla, la de Castilla la Vieja y la Toledana, por el matrimonio de María de Padilla o Bobadilla, rama de Burgos y Gutierre López de Padilla, rama de Toledo, y que reunió todos los patrimonios que comprendían, castillos, tierras, casas, etc.
Una descendiente de éstos, Mariana de Padilla, casó con Álvaro de Sande y Enríquez, I Marqués de Valdefuentes (nieto de Álvaro de Sande, I Marqués de la Piovera) y la hija de ambos, Ana de Sande y Padilla (Marquesado de Valdefuentes), casó con Alfonso de Láncaster, sobrino de Felipe IV, aportando un enorme patrimonio, entre el que se encontraba el Castillo. Alfonso de Láncaster y su esposa Ana de Sande y Padilla, en 1642, fueron nombrados Duques de Abrantes.

### Historia más reciente
El Castillo pasó después, en el siglo XVII, a dominio de dichos Duques. Pero quedó abandonado, situación que se prolongó en los siglos siguientes.
En el siglo XIX y durante la Guerra de la Independencia se utilizó como cementerio, lo que se corrobora en las restauración de 1980 que se encontraron varias tumbas, y en la Primera Guerra Carlista fue utilizado por las Milicias del pueblo de Mascaraque.
De los Duques de Abrantes pasó a los Marqueses de Navamorcuende, después a la familia Partearroyo de Orgaz y posteriormente a los propietarios actuales, José Manuel Sierra Frade, que lo han restaurado con mano de obra procedente del propio pueblo y siendo el maestro albañil Luis García Manzano. El restaurador y propietario actual del Castillo ha venido ejerciendo un mecenazgo sobre el pueblo de Mascaraque que se prolonga por más de veinticinco años, a través de diferentes patrocinios, ofertas de trabajo a hijos del pueblo en sus empresas y rescatando de los fondos bibliográficos una gran parte de la historia de esta Villa de Mascaraque.

## Los Pentáculos de Salomón
Los “Pentáculos de Salomón” son estrellas de cinco puntas con tiras entrelazadas e inclusive son seis puntas, designando a estas como “Pentáculos hexagonales”, aunque sólo se tiene constancia de la existencia de estas en oriente.
También se las conoce como “Pie de Druida” y tienen el poder y son eficaces contra todos los peligros de tierra, agua, aire y fuego, contra los venenos, los hechizos, las enfermedades, el terror, el miedo. Armados con estos amuletos la persona viviría en seguridad todos los días. Sobre todo tenían el poder de alejar a los demonios tal como se puede leer en “Fausto” de Goethe o el de Marlowe.
Esta figura se utilizaba por alquimistas, cabalistas y nigromantes para evitar la intervención del “Maligno” en sus operaciones.
Estos signos, grabados en piedra y datados en el siglo XV, aparecen en ventanas y puertas del Castillo de Mascaraque. Solamente se puede encontrar este signo en los Castillos de Polán (Toledo) y Puentedeume (La Coruña) y sólo uno en cada caso, excepto en el Castillo de Mascaraque que se tiene constancia de la existencia de varios, aunque parece que tan sólo tres son originales y que están situados en la Torre del Homenaje, dos por la parte externa y una por la parte interna.
Lo más probable es que intramuros del Castillo se practicase ocultismo y eso podría explicar tanto el afán del Rey Enrique IV y de los Reyes Católicos por el derribo del Castillo. También explicaría el extraño suceso del enviado real que no llegó a entrar en el Castillo y se limitó a tirar tres piedras dentro, sin traspasar la puerta. Por supuesto todo ello daría carta de naturaleza a la existencia de esa especie de amuletos “Los Pentáculos de Salomón” para proteger el Castillo de todos los males.
El siglo XV era una época de una gran inquietud religiosa y en el Reino de Toledo se desarrolló el iluminismo religioso, una especie de secta o movimiento ultraortodoxo que se le llegó a conocer como “Los Alumbrados”. No es seguro que eso esté relacionado con el Castillo de Mascaraque.

## Entrecastillos
A nadie se le escapa lo escurridizo que resulta esclarecer la historia de España en la época musulmana por razones obvias: los que lo podían contar o dejar constancia a través de documentos, fueron expulsados en 1492 tras la conquista de Granada, pero resulta evidente a simple vista la interrelación entre los castillos de Almonacid, Mascaraque y Mora.
Los Castillos no sólo tienen historia, los Castillos sobre todo tienen leyenda, y en verdad que en lo referente a estos tres castillos, la fascinación por desentrañar las leyendas que se agazapan tras sus muros resulta auténticamente sugestiva. Las coincidencias más evidentes es que los tres son de indudable procedencia árabe, los tres son más o menos de la misma época y los tres mantienen un alineamiento sospechosamente cabalístico o extrañamente coincidente, eso sin sacar a colación la persistente leyenda del pasadizo subterráneo entre los tres castillos.
Del Castillo de Mora ya se tienen noticias en el año 931 donde se menciona una expedición de castigo del Califa Abderramán III contra la ciudad de Toledo y se da como cierto que pasó a manos cristianas allá, por el año 1085, tras la conquista de Toledo por Alfonso VI. Por supuesto ha sido testigo de innumerables acontecimientos históricos y por sus muros han pasado infinidad de personajes, pero por encima de cualquier hecho histórico o leyenda, quisiéramos resaltar la historia de la Reina Mora Zaida.
El Castillo de Mora quedó en manos del Rey de Sevilla y fue cedido en dote a su hijo, casado con la princesa Zaida. La princesa quedó viuda y fue enviada por su suegro a Toledo, dado que poseía conocimientos diplomáticos de apreciado valor. El fin último, no obstante, era conseguir el amparo del Rey castellano. Es aquí cuando Zaida, según cuenta la historia, se convierte en la amante del Rey Alfonso VI y madre del único hijo que tuvo el monarca, el infante Don Sancho, que murió siendo niño en la batalla de Uclés en 1108.
Otra leyenda popular cuenta que sobre el muro que divide la fortaleza de norte a sur, al cual se le conoce como “carrera del caballo”, se hacía galopar a los prisioneros sobre un caballo espoleado, de tal suerte que si llegaban al final salvaban su vida, de lo contrario caían al foso del Albacara.
Este conjunto no obstante está formado por dos fortalezas: el Castillo de Mora de procedencia árabe y el de Las Peñas Negras de construcción más tardía y de procedencia cristiana. El conjunto en la actualidad está siendo reconstruido parcialmente, y es de destacar como un hecho histórico que en las Fiestas del Olivo del año 2006, que a la sazón se celebraba el cincuentenario, por primera vez se iluminó parcialmente el perímetro del Castillo.
Del Castillo de Almonacid aún se polemiza si es de origen romano o árabe, aunque se cuenta por tradición que lo ganó El Cid Campeador en los tiempos del reinado de Alfonso VI y desde entonces se llamó Almenas del Cid, el cual evolucionó a Almonacid y que dio nombre al pueblo, aunque no parece muy fiable esa procedencia, pues también podría ser que procediera del nombre “la almunia del cid” que significa “la huerta del señor”.
Cerca del Castillo de Almonacid se dieron a lo largo de la historia importantes batallas. Hacia el año 742 entre los ejércitos del Walid de Córdoba y los Berberiscos, hacia el 854 entre los del emir cordobés y los rebeldes toledanos, aunque sin duda la batalla más famosa librada a la sombra del Castillo de Almonacid fue en el año 1809 entre el ejército francés al mando de José I y las tropas españolas al mando del general Venegas, la cual fue ganada por los franceses y como recuerdo de aquella gesta, el nombre de Almonacid figura en el Arco del Triunfo de París.
El Castillo se conserva perfectamente cercado y rodeado completamente por un foso estrecho y poco profundo. Consta de una muralla exterior, un recinto interior y un torreón central. Aún hoy en día destacan algunas bóvedas de ladrillo excelentemente trabajadas. En el interior del recinto se encuentran los huecos de tres aljibes, uno de planta circular y pequeño y otros dos alargados y profundos, con bóvedas y tallados en roca viva, y que no hacen sino alimentar la leyenda del pasadizo subterráneo entre los tres Castillos.
Aunque para leyenda curiosa y sugerente la de una ventana en el muro de la torre con una disposición de ancho con derrame hacia el interior, permitiendo la entrada de la luz, pero haciendo imposible el ataque. La leyenda asevera que fue mandada construir por una princesa mora que se marchitaba si le faltaba la luz solar y que consiguió aunar la seguridad ante un ataque y la luminosidad de ese lugar.

## La pasión del califa moro
Esta leyenda, muy poco conocida y muy poco documentada, aunque lo suficiente para poder hilvanar los acontecimientos que la sustentan, tiene que ver con la existencia del Castillo de Mascaraque en sí mismo.
No es fácil entender las razones que motivaron la construcción de este Castillo por aquellos tiempos tan convulsos, y es difícil justificar su existencia por razones estratégicas de guerra, a pesar de que la versión más difundida es que sirvió como refugio y aprovisionamiento entre los Castillos de Mora y Almonacid, mucho más importantes y fortificados que el de Mascaraque.
Lo primero que resulta cuestionable de esta versión es que la distancia de una legua que medía entre castillos, no parece razón suficiente para afrontar semejante tarea. Tampoco da la sensación, a simple vista y sin profundizar en detalles, que las defensas del Castillo fuesen concebidas para afrontar ataques y resistir los embates del enemigo. Compárese con la situación estratégica del de Almonacid de Toledo y del de Mora, ambos fortificados y situados en lugares que los hacían casi inexpugnables, de modo que muy probablemente el Castillo de Mascaraque no fue concebido para la guerra.
Y si no fue concebido para la guerra, necesariamente debemos asumir que fue diseñado y planeado para el amor, y es aquí donde comienza la leyenda de la pasión del Califa Moro y de la Cristiana Supersticiosa.
Es un hecho no cuestionable que la construcción del Castillo de Mascaraque data de la época de dominación árabe en España, y es un hecho igualmente no cuestionable que los Pentáculos de Salomón, que luce aún en la actualidad el Castillo, datan de la época de su construcción, pero los Pentáculos de Salomón no son guardianes contra males que utilizasen precisamente los árabes, muy al contrario, más bien parecen guardianes de procedencia celta, donde se les conoce como “Pies de Druida” de modo que podemos asumir con cierta fiabilidad que el Castillo de Mascaraque fue construido por árabes para cristianos, es decir, por un Califa para una Cristiana y aquí comienza la leyenda de la Pasión del Califa Moro, una historia de amor entre el Walid de Córdoba y la Cristiana Supersticiosa de Villa Silos, acaecida allá, por los albores del segundo milenio y que por los designios del azar nos ha llegado hasta nuestros días.
El Walid de Córdoba, un joven Califa versado en conocimientos diplomáticos, muy apreciados por aquellos tiempos tan convulsos de la reconquista de España, en una de sus rutinarias visitas por los Reinos de Taifas, recorriendo las tierras que ellos denominaban como “Ma ´ ancha” (Sin agua), sintió sed, y quiso el destino que recalase en Villa Silos, uno de los asentamientos que dieron lugar posteriormente a la actual Villa de Mascaraque.
En aquel caluroso verano de los albores del segundo milenio, aquel joven y versado Califa no consiguió saciar su sed. Bebió agua fresca de manos de una Cristiana, pero cayó embrujado por sus encantos. La historia de amor entre aquel apuesto Califa y aquella Cristiana, cuyo nombre nadie nunca debe mencionar, fue una historia plagada de celos, pasiones, fanatismo, intransigencias, y maldiciones.
El Califa era joven e impetuoso, pero inexperto en asuntos del amor. La Cristiana era mujer casada, de mayor edad y de mayor experiencia, y cuenta la leyenda que aquella mujer, insatisfecha, sin hijos y con un marido adusto y huraño, se sintió cautivada por aquel apuesto Califa y cayó en sus brazos y se abandonaron a las pasiones de la carne.
Pero el marido adusto y huraño de la Cristiana no tardó en conocer la infidelidad de su bellísima esposa y la repudió de su casa. La cristiana, al sentirse repudiada por su esposo y señalada por las gentes de Villa Silos, buscó amparo en el Castillo de Almonacid, que a la sazón estaba gobernado por un rey pariente del califa que la sedujo.
Los emisarios del rey moro de Almonacid salieron prestos en busca del joven califa para ponerle al corriente de cuanto acontecía a la atribulada cristiana, y cuentan los escritos guardados celosamente en archivos de la Universidad de Fez, donde el filósofo Averroes fue a recalar después de haber sido expulsado del Reino de Granada que, tal fue la exasperación del apasionado Califa que, reventó un caballo en su camino de regreso para dar amparo y protección a su enamorada Cristiana.
Y aquí, al amparo del Castillo de Almonacid y con la salvaguarda del Castillo de Mora, ordenó el apasionado Califa construir un Castillo para dar cobijo a su enamorada Cristiana, y fue aquí, en este Castillo de Mascaraque, donde el ilustrado Califa vivió la más bella historia de amor jamás contada entre un Omeya y una Cristiana.
Y dicen los maltrechos legajos que la Cristiana, temerosa de las maldiciones y abominaciones que le expidió su adusto y huraño marido, mandó proteger el Castillo con los Pentáculos de Salomón, que son efectivos contra toda clase de males, pero el precavido Califa, receloso de la bondad y protección de Los Pentáculos, ordenó la construcción de un pasadizo subterráneo entre el Castillo de Mascaraque y el de Almonacid, incluso con el de Mora, pero cuentan los papeles que a pesar de la buena voluntad del Rey Moro del Castillo de Almonacid, que incluso llegó a perforar sobre roca viva, no consiguió tal empeño… o quizás sí lo consiguió y logró ocultarlo por el bien de los enamorados.